# Капитошка
«Капитошка» — советский мультипликационный фильм, созданный на студии «Киевнаучфильм» в 1980 году по сценарию писательницы Н. А. Гузеевой — автора персонажа Капитошка.
Мультфильм имеет два языковых варианта: русский и украинский. В обоих вариантах Богдан Бенюк озвучивал Волка. Украинский вариант короче русского на 5 секунд из-за меньшего количества титров: написаны только фамилии создателей без указания их профессий.

## Сюжет
Капитошка — весёлая капелька летнего дождя, он несёт в себе разноцветье радуги, энергию солнца и живительную силу воды.
Однажды Капитошка появился в домике молодого Волчонка. Волчонок — по сути добрый и ласковый, но хотел стать настоящим волком: свирепым, злым, страшным. Так написано в самоучителе для настоящих волков. Волчонок усиленно учит правила из учебника и отрабатывает страшные позы. Во время этого аутотренинга он пугается стука капель внезапного дождя по крыше.
Рассердившись, погнавшись за Капитошкой и поймав его, Волчонок пробует сварить его на обед. После бесполезных попыток Волчонка погоня постепенно превращается в весёлую игру, и Капитошка становится его другом.
Но Капитошке пора улетать обратно на дождевую тучку, к огорчению Волчонка.
Поскольку мультфильм имеет грустный конец, было сделано более весёлое продолжение «Возвращайся, Капитошка!» (1989).
В следующем фильме Волчонку стало одиноко на сердце. Полив цветы, Волчонок стряхивает оставшуюся капельку к себе на ладонь, но ничего не выходит. Тогда он протирает тряпкой портрет Капитошки и вспоминает, как он играл с ним в первом фильме.
В это время Ворона-почтальон несла в своём клюве телеграмму от Капитошки, в которой было написано Волчонку: «Подожди немножко, скоро буду». Не успела Ворона долететь, как вдруг случайно сбила шляпу и парик с тёти Волчонка — агрессивной и свирепой Волчицы. Та, в ответ на извинение, со злости замахнулась зонтом на ворону, и она в страхе убегает.
Когда Ворона прилетела к Волчонку, выясняется, что она потеряла телеграмму при встрече с Волчицей. Услышав, что Волчонок ждёт дождь, Ворона решила «накаркать» его музыкой из своего граммофона. Но дождь не начался.
А в это время к Волчонку приходит его тётя, и начинается скандал из-за того, что её племянник живёт мирно и дружно. Тётушка пытается насильно отучить племянника от пацифистского образа жизни, но Волчонок не поддаётся таким методам. Волчонок попытался прогнать тётку-Волчицу, но она его избила так, что он отлетел к стенке и расплакался. Слёзы Волчонка падают на упавший от удара Волчонкка о стену барометр, и начинается дождь, вследствие чего появляется Капитошка и напевает песню, которая потом прозвучала в титрах:

У братишки-дождика тучку попрошу.

У сестрёнки-радуги радости спрошу.

Жить на свете весело, плакать не хочу.

На крылатой песенке к другу прилечу.

Волчица ещё больше рассердилась и пыталась прогнать Капитошку. При этом она получила многочисленные травмы: удар люстрой по темени, шишку на лбу от рикошета камня из рогатки, ожог лапы при попытке испарить Капитошку на кухонной плите. В итоге её задняя лапа попала в собственный капкан, а когда Волчица съела Капитошку вместе с мылом, из её пасти вылетели пузыри, и Капитошка с Волчонком продолжили играть друг с другом. От чиха Волчицы Капитошка вылетает из дома, за ним бежит Волчонок. Потом Капитошка оживляет засохшую ель возле дома Волчонка, на ветви которой живёт Ворона, и возвращается на свою дождевую тучку. Захромавшая Волчица покидает дом Волка с криком: «Всё! Ноги моей здесь больше не будет!». Из её шляпы вылетает телеграмма от Капитошки, и Волчонок, прочитав её, кричит своему другу: «Я буду ждать тебя! Возвращайся, Капитошка!».

## Над фильмом работали

### Капитошка (1980)
- автор сценария — Наталья Гузеева
- режиссёр — Борис Храневич
- художник-постановщик — Генрих Уманский
- композитор — Геннадий Сасько
- оператор — Анатолий Гаврилов
- звукооператор — Ирина Чефранова
- художники-мультипликаторы: Михаил Титов, Нина Чурилова, Владимир Врублевский, Александр Викен, Адольф Педан, Я. Селезнёва
- роли озвучивали:
  - Людмила Игнатенко Капитошка,
  - Елена Слободяник — Капитошка (вокал),
  - Богдан Бенюк — Волчонок
- ассистенты: Е. Дёмкина, А. Савчук, А. Назаренко, Ирина Сергеева
- монтаж — С. Васильева
- редактор — Л. Пригода
- директор картины — Иван Мазепа

Музыкальное оформление мультфильма и песенку Капитошки исполнила Хоровая капелла Украинского радио.

### Возвращайся, Капитошка! (1989)
- автор сценария — Наталья Гузеева
- текст песен — Александр Вратарёв
- кинорежиссёр — Борис Храневич
- художник-постановщик — Иван Будз
- композитор — Г. Татарченко
- кинооператор — Анатолий Гаврилов
- звукооператор — Виктор Груздев
- художники-мультипликаторы: Сергей Кушнеров, М. Яремко, Д. Ковтанец, М. Королёва, О. Коваленко
- ассистенты: Л. Врублевская, О. Янковская, В. Грабарь
- роли озвучивали: Наталья Рожкова, Ольга Сумская (тётя Волчонка), Евгений Паперный (Ворона-почтальон), Людмила Томашевская
- монтаж — Л. Макроусовой
- редактор — Евгений Назаренко
- директор съёмочной группы — Иван Мазепа

## Капитошка в играх
- 7 июня 1995 года украинский программист Дмитрий Еремеев выпустил приключенческую игру «Капитошка»[2] для платформы ZX Spectrum. По сюжету Капитошка прогуливался летним утром у реки, как вдруг налетел сильный порыв ветра и унес его далеко от дома. В процессе прохождения игрок будет помогать Капитошке вернуться домой.
- В 2014 году вышла игра по мотивам для мобильных телефонов — «Капитошка HD».